# Robert Collier
Pour les articles homonymes, voir Collier (homonymie).
Robert Porrett Collier (21 juin 1817 - 27 octobre 1886) est un avocat, homme politique et juge anglais.

## Jeunesse et éducation
Il est le fils aîné de John Collier, un marchand de Plymouth, ancien membre de la Society of Friends et député de cette ville de 1832 à 1842.
Robert Collier est né en 1817 et fait ses études au lycée et dans d'autres écoles de Plymouth jusqu'à l'âge de seize ans, date à laquelle il est placé sous la tutelle de M. Kemp, par la suite recteur de St James's, Piccadilly, Londres .
Il étudie à Trinity College, Cambridge, et pendant qu'il y est, écrit quelques parodies intelligentes, et publie un poème satirique appelé « Granta ». Une mauvaise santé l'oblige à abandonner les études pour obtenir les honneurs et quitter l'université, où il ne revient que pour prendre le baccalauréat ordinaire en 1843. Déjà homme politique, il prononce quelques discours à Launceston en 1841 en vue de se présenter dans l'arrondissement pour les libéraux, mais ne se présente pas, et il est un membre actif de l' Anti-Corn Law League et participe aux réunions de Théâtre de Covent Garden .

## Carrière
Il est appelé à la barre au Inner Temple en 1843, et rejoint le circuit de l'Ouest et du Devonshire, Plymouth, et des séances Devonport. Son premier succès important est une brillante défense de quelques pirates brésiliens à Exeter en juillet 1845 ; les prisonniers sont cependant condamnés à mort, et le juge (baron Platt) refuse de réserver un point de droit sur lequel Collier insiste. Collier se dépêche de se rendre à Londres et porte l'affaire devant le ministre de l'Intérieur (James Graham) et Robert Peel. Les deux ministres semblent avoir été convaincus par l'argument de Collier, et le 5 août, il est annoncé dans les deux chambres du Parlement que le baron Platt a cédé. Cela aboutit à l'octroi d'un pardon gratuit aux clients de Collier .
Lors de sa visite suivante à Exeter, il a dix-neuf mémoires. L'influence locale et de vastes connaissances pratiques lui donnent une bonne clientèle, et il est un excellent avocat junior. Il est nommé recorder de Penzance, et en 1852 il est élu au parlement pour Plymouth, comme libéral, et conserve le siège jusqu'à ce qu'il devienne membre du Comité judiciaire du Conseil privé. Robert Rolfe (1er baron Cranworth) le nomme conseiller de la reine en 1854. Après une vive rivalité avec Montague Edward Smith, devenu juge, pour la première place, il obtient la tête du circuit et la garde de nombreuses années .

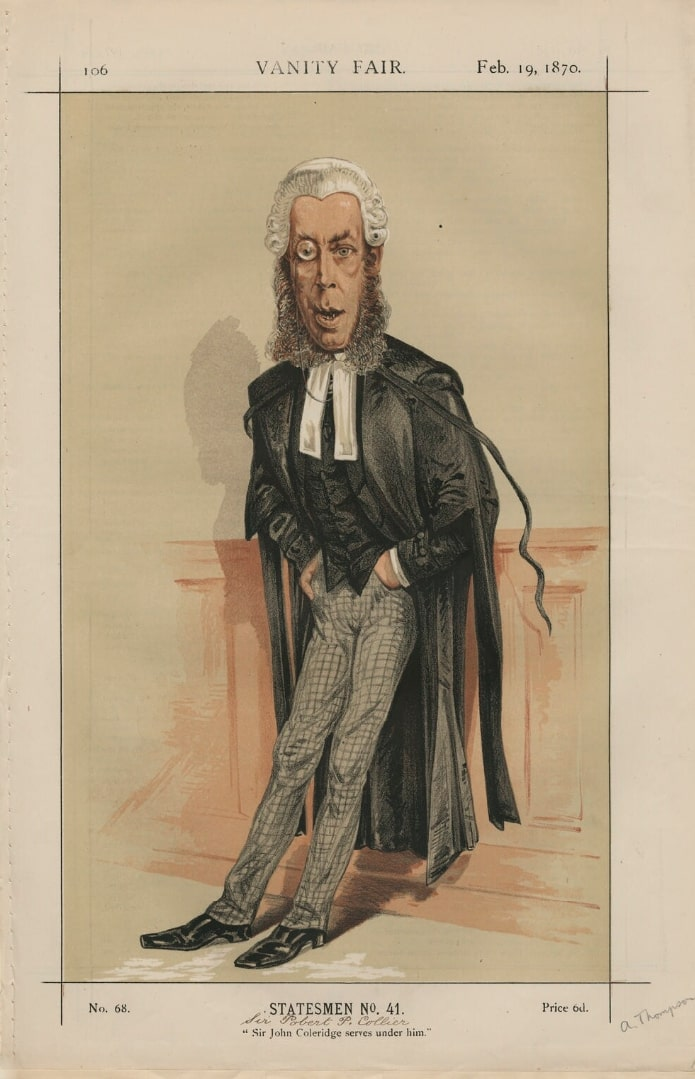
Sir Robert Collier, dans une caricature de Vanity Fair de 1870

En 1859, il est nommé conseiller de l'Amirauté et juge-avocat de la flotte . Il est en faveur de la détention des béliers confédérés dans la Mersey que M. Adams, le ministre américain, soumet en 1862 à Lord John Russell, et, bien que trop tard pour empêcher le CSS Alabama de prendre la mer, son avis est ensuite adopté par les officiers de justice de la Couronne. Il parle fréquemment et avec succès au parlement, surtout sur le commerce avec la Russie en 1855, et sur des sujets juridiques ; et lorsque, à la retraite de Sir William Atherton en octobre 1863, Sir Roundell Palmer devient procureur général, la nomination de Collier en tant que solliciteur général (recevant la chevalerie coutumière) à sa suite est quelque peu inattendue. Il remplit cependant le poste avec succès jusqu'à ce que le gouvernement libéral démissionne en 1866. En décembre 1868, il devient procureur général et, l'année suivante, il dirige le projet de loi sur la faillite à la Chambre des communes. Il est, pendant qu'il est procureur général, nommé Recorder de Bristol, mais démissionne immédiatement par respect pour les souhaits de sa circonscription .
En 1871, pour permettre au Comité judiciaire du Conseil privé, de rattraper ses arriérés d'appels coloniaux, une loi est adoptée prévoyant quatre juges rémunérés, dont deux devaient être occupés par des juges ou ex-juges de la magistrature anglaise. L'un de ces deux postes de juge est accepté par Sir Montague Smith. L'autre est proposé et refusé par trois juges anglais, et un quatrième ayant laissé entendre qu'il le refuserait s'il lui est offert, William Wood (1er baron Hatherley), le lord chancelier, juge inconvenant de reporter davantage la nomination. Il est impératif que la vacance soit immédiatement comblée, et Collier accepte de soulager le gouvernement dans cette difficulté. Pour lui donner la qualification technique nécessaire, Lord Hatherley le nomme en novembre 1871 à un poste vacant de juge puîné dans les plaids communs. Il y siège quelques jours seulement ; trois jugements de lui sont cependant rapportés. Bien qu'un bref ait été établi le nommant sergent, il n'a jamais exercé en audience publique, et il n'est pas non plus membre du serjeants'Inn .
Ensuite, Gladstone le nomme au poste vacant du Conseil privé. Aucun doute n'est jeté ni sur son aptitude à la place, ni sur sa conduite personnelle en l'acceptant ; mais une controverse, très dommageable pour le gouvernement, est née de la nomination. Lord Chief Justice Cockburn et Chief Justice Bovill  protestent contre cela comme étant contraire à l'esprit de la loi, et le 15 février 1872, Philip Stanhope (5e comte Stanhope) présente une motion à la Chambre des Lords le condamnant, qui n'est perdue que par deux voix. Une motion similaire à la Chambre des communes n'est rejetée que par vingt-sept voix. Collier occupe ce poste jusqu'à sa mort, et la tâche de donner une forme littéraire aux jugements du Conseil privé lui est souvent confiée. En 1885, il est créé pair, sous le nom de baron Monkswell, de Monkswell dans le comté de Devon  prenant son titre de Monkswell, une petite propriété dans le Devonshire .

## Travaux
Il publie un traité sur les Railways Clauses Acts, 1845 ; un autre sur les Mines en 1849 ; une lettre à Lord John Russell sur la « Réforme des tribunaux de droit commun », 1851, 2e éd. 1852 ; et une traduction de 'Demosthenes de Coronâ' en 1875 .
C'est surtout dans la peinture, qu'il aime passionnément, qu'il se distingue. Dans sa jeunesse, il dessine des caricatures très astucieuses à la manière de HB. Lorsqu'il est solliciteur général, il peint à St. James's Park, et il expose fréquemment à la Royal Academy et à la Grosvenor Gallery, notamment des tableaux du quartier de Rosenlaui, en Suisse, où il passe de nombreuses vacances .

## Famille
Il épouse en 1844 une fille de M. William Rose de Woolston Heath, près de Rugby, et sa mort subite en avril 1886 le secoue sévèrement. De santé défaillante, il se rend sur la Côte d'Azur, meurt à Grasse, près de Cannes, le 27 octobre 1886, et est enterré à Londres le 3 novembre . Sa tombe se trouve du côté est du chemin principal de l'entrée nord aux colonnades centrales dans le Cimetière de Brompton à Londres.
Il est remplacé par son fils Robert, un avocat, qui obtient son diplôme dans la première classe des tripos de droit de Cambridge, 1866, et occupe le poste d'avocat de transfert au trésor; son fils John, est un artiste bien connu ; et sa fille Marguerite, Mme. Galettidi Cadilhac, écrit « Our Home by the Adriatic » et « Prince Peerless », un conte de fées.